# Хозесаново
Хозеса́ново — село в Кайбицком районе Татарстана, центр муниципального образования Хозесановское сельское поселение.
В селе проживают татары, которые относятся к этногруппе молькеевских кряшен.

## Расположение
Село расположено на реке Инеш, левом притоке Кубни, в 26 км западней Больших Кайбиц.

## История
Основано в XVII веке.
Существует легенда основания села: У одного старика было три сына. Звали их: Хасан, Карабаш (Курбаш) и Малик. Перед смертью, отец трех сыновей сказал им:
«Идите дети мои, куда глаза глядят. Где ваш конь остановится, там и расположитесь». Карабаш (Курбаш) создал деревню Курбаш (Кырбаш). Малик создал деревню Молькеево, а Хасан расположился у реки Инеш, левый приток реки Кубни — здесь возникло Хозесаново.
В 2005 году телефонная связь в селе переведена на цифровое оборудование.

## Население
| 2010 |
| ---- |
| 635  |

### Историческая численность населения
- 1989—742
- 1997—725
- 2010—635

## Экономика
- Фирмы «Август-Кайбицы»

## Инфраструктура
- Средняя школа (упоминается с 1926[4] — 1928[5] годов)